# دوره پربارش نوسنگی

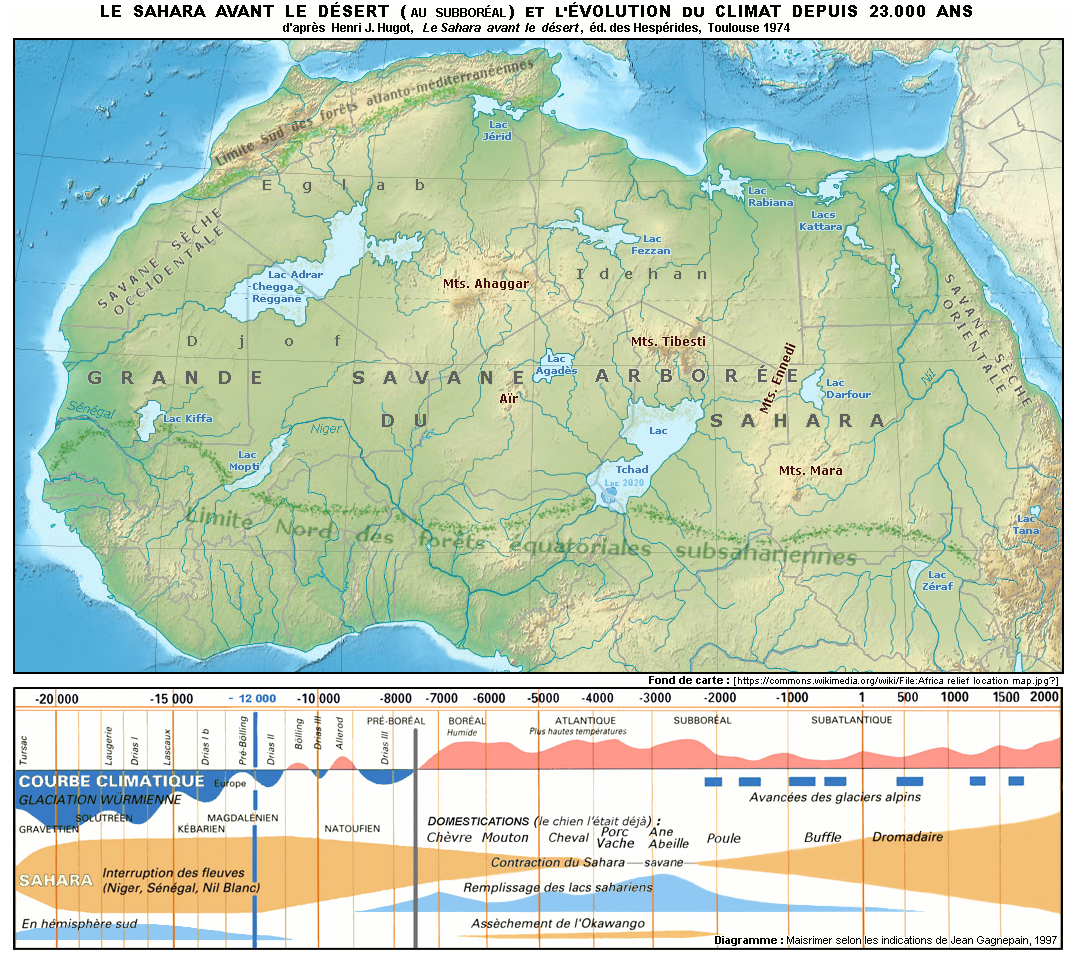
صحرای سبز

دوره پربارش نوسنگی (انگلیسی: Neolithic Subpluvial) یا دوره مرطوب آفریقا (به انگلیسی: African humid period) یک دوره اقلیمی همراه با بارش گسترده باران در شمال آفریقا بود که از حدود ۷۵۰۰ (پ.م) تا ۷۰۰۰ (پ.م) آغاز شد و تا حدود ۳۵۰۰ (پ.م) تا ۳۰۰۰ (پ.م) ادامه داشت. دوران پیش و پس از این دوره بسیار خشک‌تر بودند (که این خشکی تا به امروز هم ادامه دارد.)
دوره پربارش نوسنگی آخرین دوره‌ای بود که منجر به ایجاد منطقهٔ صحرای سبز یا صحرای خیس شد، دوره‌ای که در آن صحرای بزرگ آفریقا بیابان نبود و می‌توانست پذیرای حیات گیاهی، جانوری و انسانی باشد.